# Gornji Suhor pri Metliki
Gornji Suhor pri Metliki este o localitate din comuna Metlika, Slovenia, cu o populație de 90 de locuitori.